# محمدآقا حسینف
محمدآقا حسینف (ترکی آذربایجانی: Məmmədağa Hüseynağa oğlu Hüseynov; ۸ فوریهٔ ۱۹۲۹ – ۲۰ ژانویهٔ ۲۰۰۲) نقاش آذربایجانی و نقاش خلق آذربایجان (۲۰۰۰) بود.

## زندگی‌نامه
محمدآقا حسینف در ۸ فوریه سال ۱۹۲۹ در باکو تولد یافت. در سال ۱۹۴۹ وارد دانشکده دولتی سراسری فیلم‌برداری شوروی در مسکو شد. بعد از آنکه در سال ۱۹۵۵ دانش‌آموخته شود، به باکو بازگشت و شروع به کار در شرکت دولتی تولید فیلم «آذربایجان‌فیلم» کرد. وی طراحی صحنه بیش از ۲۰ فیلم سینمایی را در کارنامه خود داشت. محمدآقا حسینف در طول فعالیت‌های هنری خود در نمایشگاه‌هایی در آذربایجان و کشورهای خارجی حضور پیدا کرد.

## نشان‌ها
- عنوان افتخار خادم افتخاری آذربایجان شوروی- ۲۳ دسامبر سال ۱۹۷۶[۲]
- نقاش خلق آذربایجان- ۱۸ دسامبر سال ۲۰۰۰[۳]